# +100500
+100500 (вимовляється як «плюс сто п'ятсот») — щотижневе розважальне інтернет-шоу, автором і ведучим якого є Максим Голополосов. Перший випуск передачі з'явився на YouTube 29 серпня 2010 року.

## Опис
У шоу «+100500» Максим Голополосов робить відеоогляди на відеоролики, знайдені в інтернеті. Комічний ефект досягається за допомогою склеювання фрагментів відеокліпу з коментарями ведучого. Для кожного випуску підбирається чотири (в перших десяти було по три, в епізодах 61 і 64 п'ять) відеоролика. Як правило, кожен епізод називається по назві, сюжету чи ключовою фразою з останнього ролика (виняток становить лише «Дуже новорічний епізод»). Зйомки проводяться на тлі леопардового покривала (користувачі інтернету часто називають його килимом), яким Максим раніше накривав диван. Над проектом працює чотири людини.
У 57 випуску Максим анонсував появу інтерактиву з глядачами («пекельні інтерактівчік»). Механіка: користувачі пишуть жарти про відео з поточного епізоду і вказують тайм-коди моменту, який вони коментують, а Максим відбирає найсмішніші жарти глядачів і зачитує їх після титрів в кінці наступного епізоду. У 66 і 67 випусках інтерактиву не було через хворобу Максима, а з 68 він знову повернувся. Також інтерактиву не було в 72, 74, 77-79 випусках. Пізніше, Максим заявив, що у Петра Сивака багато роботи, і на інтерактив у нього немає часу. Тому він запропонував, щоб у наступних випусках був інтерактив простіше.
Випуск «Втеча з в'язниці» порушував правила YouTube, і глядачі побачили його тільки на сайті carambatv.ru. Після цього кожну тиждень крім основного випуску став виходити ексклюзивний, що не має нумерації і не викладати на YouTube.
У 81 випуску Максим пояснив правила нового інтерактиву: глядач надсилає відеовідповіді, де він зображує якийсь предмет. У коментарях користувачі будуть вгадувати, що це за предмет. І в наступному випуску буде показано правильну відповідь. Інтерактив запроваджується з 84 випуску.
«+100500» — Аналог популярного американського інтернет-шоу «Equals Three» (= 3), автором і ведучим якого є Рей Вільям Джонсон.

## Історія створення
Влітку 2010 року Максим дивився шоу Рея Вільяма Джонсона «= 3». Тоді у нього виникла ідея, спробувати створити щось подібне самому, він поділився цією ідеєю з другом, і той наполіг на тому, щоб Максим скоріше взявся за справу. Перші випуски знімалися на відеокамеру, яку Максим брав у свого сусіда. Як штатив він використовував книги, поставлені на принтер, а для освітлення — два світильники, з яких постійно доводилося знімати плафони. Тим не менш, перший випуск шоу «+100500» на цей момент набрав понад сім з половиною мільйонів переглядів.

## Популярність
Статистичні показники на кінець лютого 2012 року:
- Кількість переглядів на кожен випуск шоу «+100500» коливається від двох до дев'яти мільйонів;
- Загальна кількість переглядів відео каналу AdamThomasMoran перевищує 438 000 000;
- Кількість переглядів самого каналу перевищує 27 мільйонів;
- Кількість передплатників на канал AdamThomasMoran понад 900 000;
- Група +100500 «ВКонтакті» налічує понад 2,2 мільйона осіб (третя за кількістю учасників);

Канал займає 3-є місце за кількістю переглядів серед всіх російськомовних каналів і 1-е місце за кількістю переглядів в категорії «Гумористи».

## +100500 на телебаченні
- 21 вересня 2011 на сайті телеканалу «Перец» з'явився анонс, в якому повідомлялося, що шоу «+100500» тепер буде виходити і на цьому каналі. Перший випуск на «Перці» з'явився в неділю 23 жовтня 2011 о 23:00 [6]. У телевізійному варіанті передача триває двадцять хвилин і являти собою компіляцію відео з ранніх інтернет-випусків. Телевізійна версія дещо відрізняється від звичайної. Зокрема там є декілька відео, які не увійшли ні в один з випусків. На телебаченні «+100500» з'явилося з цензурою: ненормативна лексика «запікуєтся», а коли Максим Голополосов вимовляє його, у нього на губах з'являється «Чорна мітка» з логотипом сайту CarambaTV.ru.

- Телевізійний продюсер Олександр Цекало з приводу появи шоу «+100500» на телеканалі «Перець» сказав наступне: «Перець» зробив програму за участю YouTube-проекту «+100500», і в неї низькі рейтинги, нижче середньої частки каналу. Це означає, що ті, хто дивився «+100500» в Мережі, не готові дивитися телевізор, а телеглядачі, в свою чергу, не прийняли цей інтернет-продукт ".

## Критика
- Найбільш часто ведучого шоу «+100500» дорікають у наявності великої кількості ненормативної лексики. У жовтні 2011 року за допомогою інтернет-видання «Аргументи та Факти» було проведено народне інтерв'ю з Максимом: користувачі надсилали йому запитання, редактори відібрали найцікавіші та відіслали Максиму, щоб він відповів на них у своєму відеоблозі Moran Days[6]. 20 жовтня 2011 на сайті АіФ була опублікований відеозапис, на якій Максим детально відповів на відібрані запитання. Щодо мату він сказав наступне: «Я знаю людей з університету, у багатьох з яких є звання професора. Але вони вживають мат у своїй промові. Тут все залежить від ситуації. У компанії з незнайомими людьми матюкатися — це не дуже культурно. Але якщо ти у своїй компанії та у вас так заведено висловлюватися, то чому б і ні? Я вважаю, що немає жодної людини, яка жодного разу в житті не вжив хоча б одне матюк. Можеш говорити, що це не так. Але, признайся — можливо, це було не спеціально. Люди, які говорять, що ніколи не матюкаються, у них в голові все перевернуто. Вони будують з себе пай-хлопчиків і пай-дівчаток, а по правді, вони дикі збоченці і вдома у них відбуваються оргії. Таких людей треба побоюватися. І є ще всякі ханжі, які хочуть пописати, а пісічке свою побачити не хочуть»[7].

- Автора +100500 дорікають в плагіаті шоу «Equals Three». Максим не заперечує того, що оригінальна ідея належить не йому, але при цьому уточнює, що Рей робить відеоогляди на вірусне відео (viral video), тоді як для нього кількість переглядів вибраного відео ролі не грає — головне комічна складова[8]. Ще однією істотною відмінністю можна вважати те, що у випусках +100500 оглядається по чотири відеоролики, а у випусках «Equals Three» — три. Найчастіше критики говорять про те, що ідея появи знімальної групи в +100500 також була запозичена з «Equals Three», однак перша поява сторонніх персонажів в +100500 сталося в епізоді № 35 «Сатісфекшн», що вийшла 24 травня 2011 року (У цьому випуску брав участь Петро Сивак і відеоблогер kamikadze_d). У Рея Вільяма Джонсона в кадрі сторонні люди стали з'являтися набагато пізніше.

- Критиці також піддалося поява шоу «+100500» на телеканалі «Перець». Автор статті в «Комсомольскій правді» зробив з цього приводу наступний коментар: «Як бачите, вміння соковито матюкатися без запинки достатньо, щоб тобі довірили смішити людей на федеральній частоті»[9].

## Конкурси та нагороди
- 25 листопада Максим Голополосов разом з Михайлом Орловим отримали «Премію Рунета-2011» в номінації «Стартап року» за організацію Caramba Media, що створила сайт CarambaTV.ru.
- Максим Голополосов відмовився від участі в конкурсі «Герой Рунета-2011», попри те, що був на першому місці в голосуванні.
- Максим Голополосов отримав орден «Великої різниці». У новорічному випуску програми показали пародію на шоу «+100500». У ній актор Дмитро Малашенко на тлі леопардового килима робив огляди на ролики, які породили інтернет-меми (проте все пародійований відео оглядати не в «+100500», а в «This is Хорошо»). Крім Максима Голополосова в студію «Великої різниці» був запрошений Андрій Бочаров і після закінчення програми обом видали нагороди[10].